# Muhteşem Yüzyıl
Muhteşem Yüzyıl: Kösem
Muhteşem Yüzyıl (« Le Siècle magnifique » en français) est une série télévisée historique turque créée par Meral Okay et produite par Timur Savcı. 
La série s'inspire librement de la vie du sultan Soliman le Magnifique, dixième sultan de la dynastie ottomane au XVIe siècle. 
Elle dépeint les relations sentimentales et les intrigues de la cour ottomane, et notamment la relation entre Soliman et sa favorite Roxelane, qui devient ensuite son épouse.
La série, qui comprend quatre saisons, est diffusée du 5 janvier 2011 au 11 juin 2014 sur la chaîne de télévision turque Show TV, puis chaque semaine en première partie de soirée sur la chaîne Star TV.
Muhteşem Yüzyıl a été présentée à l'international dans le cadre du marché international MIPTV de Cannes et a rencontré un grand intérêt de la part de plusieurs chaînes internationales. 
Très populaire en Turquie mais également à l'international, la série a été diffusée dans 40 pays dont 22 nations du Moyen-Orient. 
Cependant, elle reste inédite dans les pays francophones.
La série a fait l'objet d'une suite intitulée Muhteşem Yüzyıl: Kösem (« Le Siècle magnifique : Kösem) », centrée sur la vie de la sultane Kösem.

## Synopsis
La série débute avec la montée sur le trône de l'Empire ottoman en 1520 du jeune prince héritier (Şehzade) Soliman au Palais de Topkapı. 
Le décor est planté et le quotidien de la vie au harem constitue l'un des thèmes majeurs abordés par la série. L'arrivée au palais d'Alexandra, une esclave ukrainienne qui plus tard deviendra la première favorite de l'empereur Soliman sous le nom de Hürrem Sultan, fait prendre à la vie au Harem un nouveau tournant avec toutes les romances, intrigues, rivalités et autres complots que cela comporte.
L'histoire revient également sur l'amitié profonde et la forte complicité qui existait entre Pargalı İbrahim Paşa, qui deviendra grand vizir d'Empire (Vezir-i Azam), et le sultan. Les conquêtes ottomanes dans les Balkans, au Moyen-Orient et en Méditerranée constituent le terrain d'expression de ce tandem de choc.

## Fiche technique
- Titre original : Muhteşem Yüzyıl
- Titre français : Le Siècle magnifique
- Création : Meral Okay - Yağmur Taylan - Durul Taylan
- Scénario : Meral Okay
- Musique : Fahir Atakoğlu - Aytekin Ataş - Soner Akalın
- Production : Timur Savci
- Sociétés de production : Tim's Productions
- Pays d'origine :  Turquie
- Langue d'origine : Turc
- Lieux de tournage :  Istanbul
- Format : Couleur (HD)
- Genre : Film historique
- Durée : 90 minutes
- Dates de première diffusion :
  -  Turquie : 5 janvier 2011

## Tournage
La série a été tournée principalement dans les villes d'Istanbul et d'Edirne en Turquie.
En 2013, l'actrice Meriem Uzerli, qui incarne Roxelane, est contrainte de quitter la série à la suite d'un burn-out. Elle quitte le tournage pour se faire soigner dans une clinique à Berlin. Elle reprendra à partir de l'épisode 103. 

## Distribution
Note : vu le grand nombre d'acteurs liés à cette série, seuls les récurrents (principaux et secondaires) sont listés ici.

### Acteurs principaux
- Halit Ergenç : Soliman le Magnifique, dixième sultan de l'Empire ottoman (saison 1-4)
- Meryem Uzerli : Hürrem Sultan, concubine favorite du sultan et rivale de Mahidevran (saison 1-3)
- Vahide Perçin : Hürrem Sultan, concubine favorite du sultan et rivale de Mahidevran (saison 3-4)
- Merve Boluğur : Nur-Banu ou Nurbanu Sultan (saison 4)
- Mehmet Günsür : Şehzade Mustafa (saison 2-4)
- Nebahat Çehre : Hafsa Sultan, sultane validé ou Reine-Mère (saison 1-2)
- Okan Yalabık : Pargali Ibrahim Pacha, grand vizir d'Empire et meilleur ami du sultan (saison 1-3)
- Nur Fettahoğlu : Mahidevran, concubine du sultan et rivale de Hürrem Sultan (saison 1-4)
- Selma Ergeç : Hatice Sultan, sœur du Sultan et épouse du grand vizir (saison 1-3)
- Pelin Karahan : Mihrimah Sultan (saison 3-4)
- Engin Öztürk : Sélim II (saison 4)
- Aras Bulut Iynemli : Şehzade Bayezid (saison 4)
- Tolga Saritaş : Şehzade Cihangir (saison 4)
- Selim Bayraktar : Sümbül Ağa, intendant (Agha) du harem (saison 1-4)
- Selen Öztürk : Gülfem Hatun (saison 1-4)
- Ozan Güven : Rüstem Pacha (saison 3-4)
- Deniz Çakir: Şah Sultan (saison 3)
- Meltem Cumbul : Fatma Sultan (saison 4)

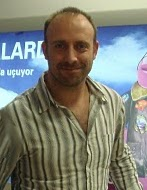
Halit Ergenç (Soliman)
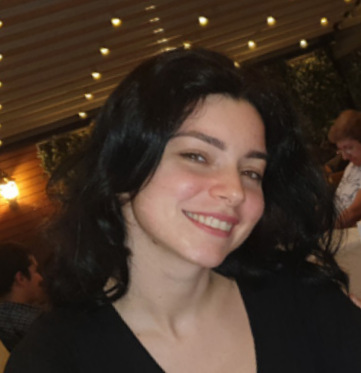
Merve Boluğur (Nur-Banu)
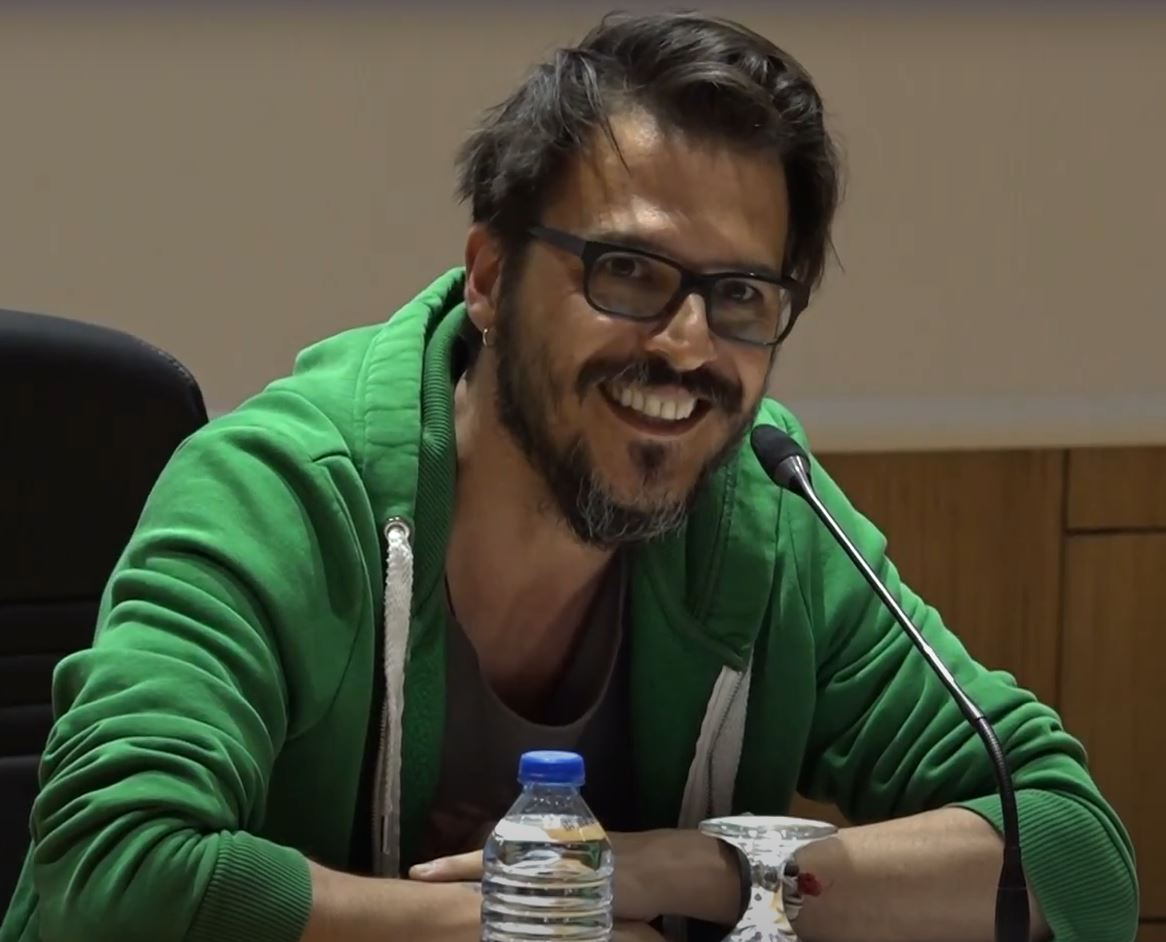
Mehmet Günsür (Şehzade Mustafa)
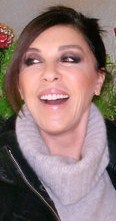
Nebahat Çehre (Hafsa Sultan)

### Acteurs secondaires
Note : 1-2-3-4 représentent les saisons
- Sabina Toziya : Afife Hatun 3-4
- Tansel Öngel /Erman Saban : Alvise Gritti 1-2
- Murat Tüzün : Ahmed Paşa  (saison 1)
- Tansu Biçer : Ahmet Çelebi
- Müjde Uzman : Armin (saison 2)
- Fehmi Karaarslan : Ayas Mehmed Pacha 1-3
- Ezgi Eyüboğlu : Aybige Hatun (saison 2)
- Merve Oflaz : Ayşe Hatun (saison 1)
- Tolga Tekin : Khayr ad-Din Barberousse (saison 3-4)
- Adnan Koç : Behram Paşa
- Pınar Çağlar Gençtürk : Beyhan Sultan (saison 1-3)
- Selma Keçik : Daye Hatun, gouvernante (Tayakadın) du harem et servante de la reine-mère 1-2
- Zühre Koç : Elenika
- Selma Ergeç : Hatice Sultan 1-3
- Gonca Sarıyıldız : Fatma Hatun 2-3
- Kıvanç Kılınç : Ferhat-pacha Sokolović
- Cansu Dere : Firuze (Saison 3)
- Tuncel Kurtiz : Mehmet Ebussuud Efendi 3-4
- Nihan Büyükağaç : Gülşah Hatun 1-3
- Engin Günaydın : Gül Ağa (Saison 2)
- Mina Tuana Güneş : Huri Cihan Hanımsultan (saison 4)
- Melike İpek Yalova : Isabella Fortuna (saison 2)
- Hasan Küçükçetin : İskender Çelebi 2-3
- Ünal Yeter : Kiraz Ağa (saison 3)
- Kadir Çermik : Louis II de Hongrie
- Seçkin Özdemir : Leo (saison 1-2)
- Burak Özçivit : Malkoçoğlu Bali Bey 2-3
- Burcu Tuna : Maria (Gülnihal) (saison  1)
- Fatih Al : Matrakçı Nasuh 1-4
- Ozan Dağgez : Mehmet Çelebi
- Murat Şahan : Mustafa Paşa
- Filiz Ahmet : Nigar Kalfa, maîtresse (Kalfa) du harem 1-3
- Hayal Köseoğlu : Nilüfer Hatun
- Alp Öyken : Clément VII
- Arif Erkin Güzelbeyoğlu : Piri Mehmed Pacha
- Güner Özkul : Rakel Hatun
- Hande Subaşı : Saliha
- Diler Öztürk : Salim Efendi
- Sinan Ozdemir : Sultanzade Osman
- Ünal Silver : Charles Quint
- Gökhan Alkan : Tahmasp Ier
- Yüksel Ünal : Şeker Ağa 1-3
- Tolga Saritaş : Şehzade Cihangir (Saison 4)
- Gürbey İleri : Şehzade Mehmed (Saison 3)
- Saadet Işıl Aksoy : Sadıka (Victoria) 1-2
- Serkan Altunorak : Taşlıcalı Yahya Bey 3-4
- Melisa Sözen : Efsun (Nora) (Saison 2)
- Oktay Dener : Zenbilli Ali Efendi
- Meltem Cümbül : Fatma Sultan (Saison 4)
- Erhan Can Kartal : Şehzade Beyazid (Saison 3)

## Récompenses
La série a été à plusieurs reprises sélectionnée aux récompenses de la télévision turque que sont les prix Antalya et les Papillons d'or,.
Lors de la première saison, la série est sélectionnée dans 12 catégories des prix Antalya, et est récompensée du prix de la meilleure série dramatique et Okan Yalabık reçoit le prix du meilleur acteur.
La seconde saison est plus primée que la première saison. Sélectionnée dans huit des catégories du prix Antalya, elle est récompensée du prix de la meilleure série en cours de diffusion ainsi que du prix du meilleur scénario. Elle est également récompensée, lors de la 39e cérémonie des Papillons d'or, du prix de la meilleure série dramatique et du prix de la meilleure actrice pour Meriem Uzerli.

## Distribution internationale
| Pays               | Chaîne                 | Première date                                                                                 |
| ------------------ | ---------------------- | --------------------------------------------------------------------------------------------- |
| Afghanistan        | 1TV                    | Août 2012                                                                                     |
| Albanie            | Albanian Screen        | Décembre 2011                                                                                 |
| Azerbaïdjan        | Lider TV               | Décembre 2011                                                                                 |
| Bosnie-Herzégovine | OBN                    | 27 août 2012                                                                                  |
| Bulgarie           | TV7                    | 12 septembre 2012                                                                             |
| Croatie            | RTL Televizija         | 27 août 2012                                                                                  |
| République tchèque | TV Barrandov           | 22 décembre 2011                                                                              |
| Égypte             | Al Hayat TV            | 2012                                                                                          |
| Grèce              | ANT1                   | 3 septembre 2012                                                                              |
| Hongrie            | RTL Klub               | 9 janvier 2013                                                                                |
| Iran               | GEM TV (en)            | Septembre 2012                                                                                |
| Kazakhstan         | Khabar                 | 20 mars 2012                                                                                  |
| Kosovo             | RTV21                  | Janvier 2012                                                                                  |
| Tunisie            | Nessma                 | Saison 1 : avril 2013 Saison 2 : juillet 2013 Saison 3 : janvier 2014 Saison 4 : janvier 2015 |
| Liban              | LBCI                   | 2012                                                                                          |
| Macédoine          | Kanal 5                | 17 décembre 2011                                                                              |
| Moyen-Orient       | Orbit Showtime Network | Novembre 2011                                                                                 |
| Monténégro         | Prva Srpska Televizija | 18 juin 2012                                                                                  |
| Chypre du Nord     | Star TV                | 5 janvier 2011                                                                                |
| Pologne            | TVP 1                  | 6 octobre 2014                                                                                |
| Roumanie           | Kanal D Romania        | 10 septembre 2012                                                                             |
| Russie             | Domashny               | 14 janvier 2012                                                                               |
| Serbie             | Prva Srpska Televizija | 14 février 2012                                                                               |
| Slovaquie          | TV Doma                | 20 décembre 2011                                                                              |
| Turquie            | Star TV                | 5 janvier 2011                                                                                |
| UAE                | Dubai One              | 2012                                                                                          |
| Ukraine            | 1+1                    | 8 octobre 2012                                                                                |
| Maroc              | Medi 1 TV              | Janvier 2012                                                                                  |
| Chili              | Canal 13               | 14 décembre 2014                                                                              |
| Mexique            | Imagen Televisión      | Avril 2017                                                                                    |
| Égypte             | Mix One                | 2022                                                                                          |